# Adventskalender

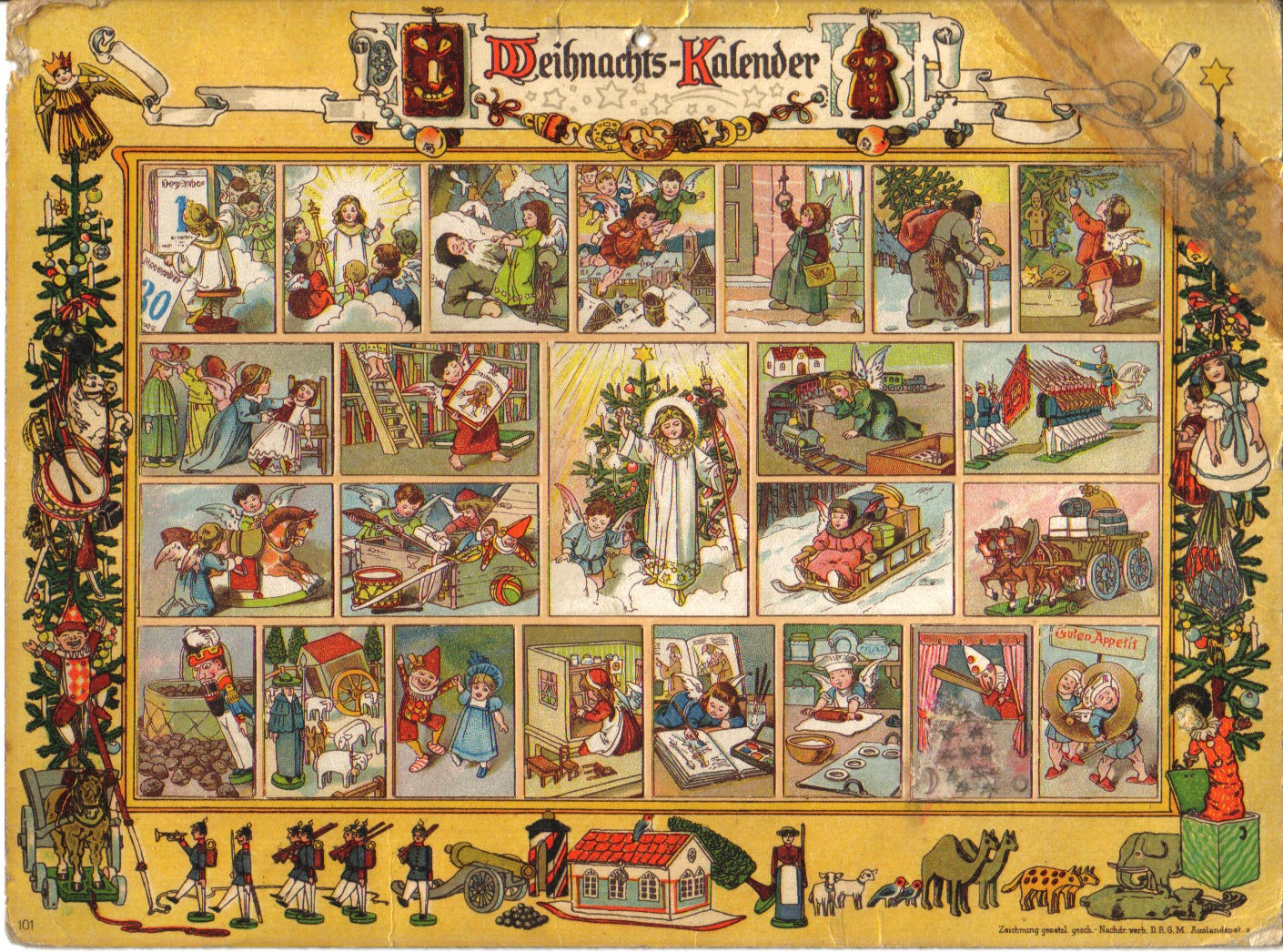
Im Lande des Christkinds 1903, Nachdruck 1915

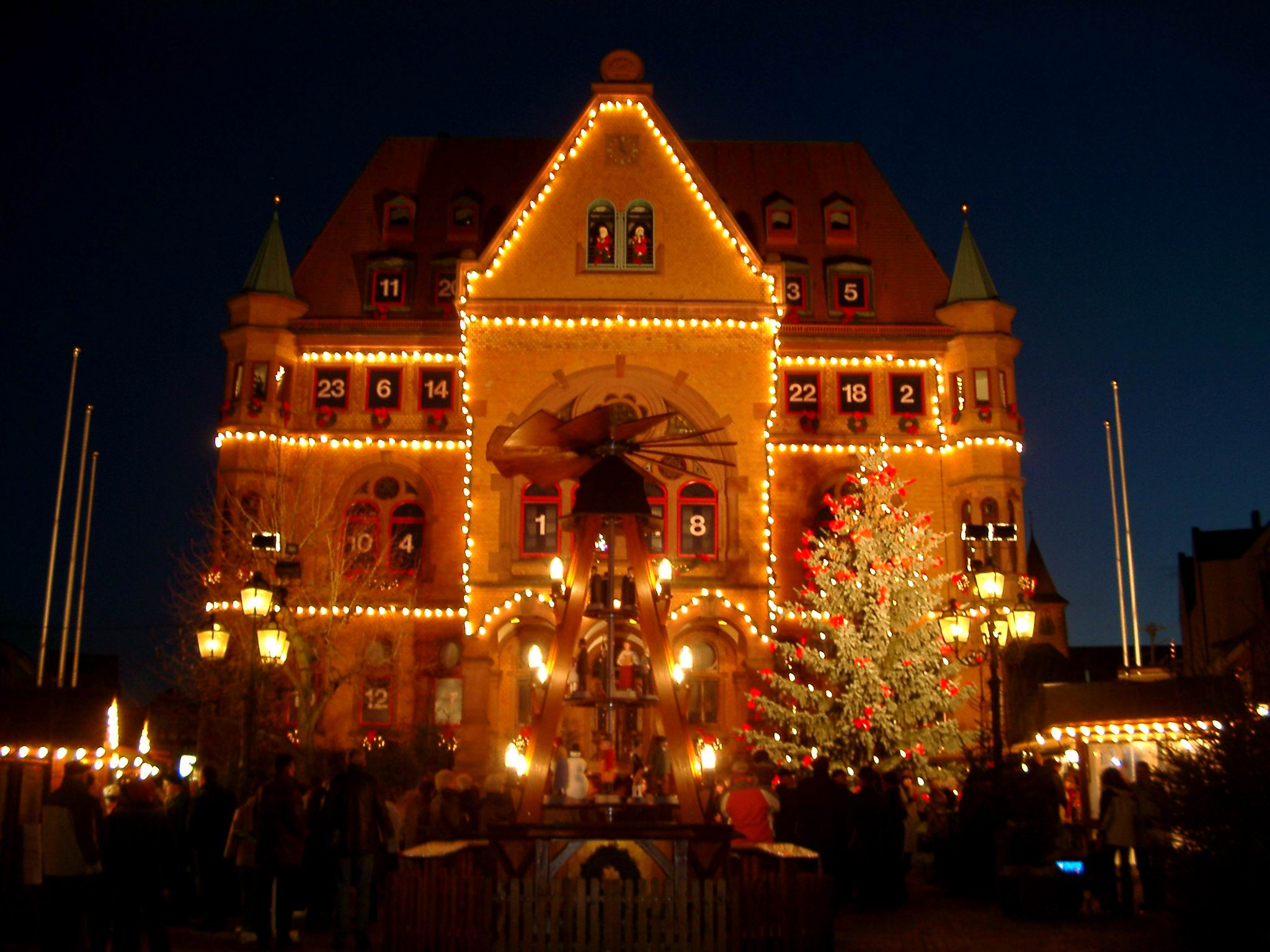
Das Hünfelder Rathaus als Adventskalender hergerichtet

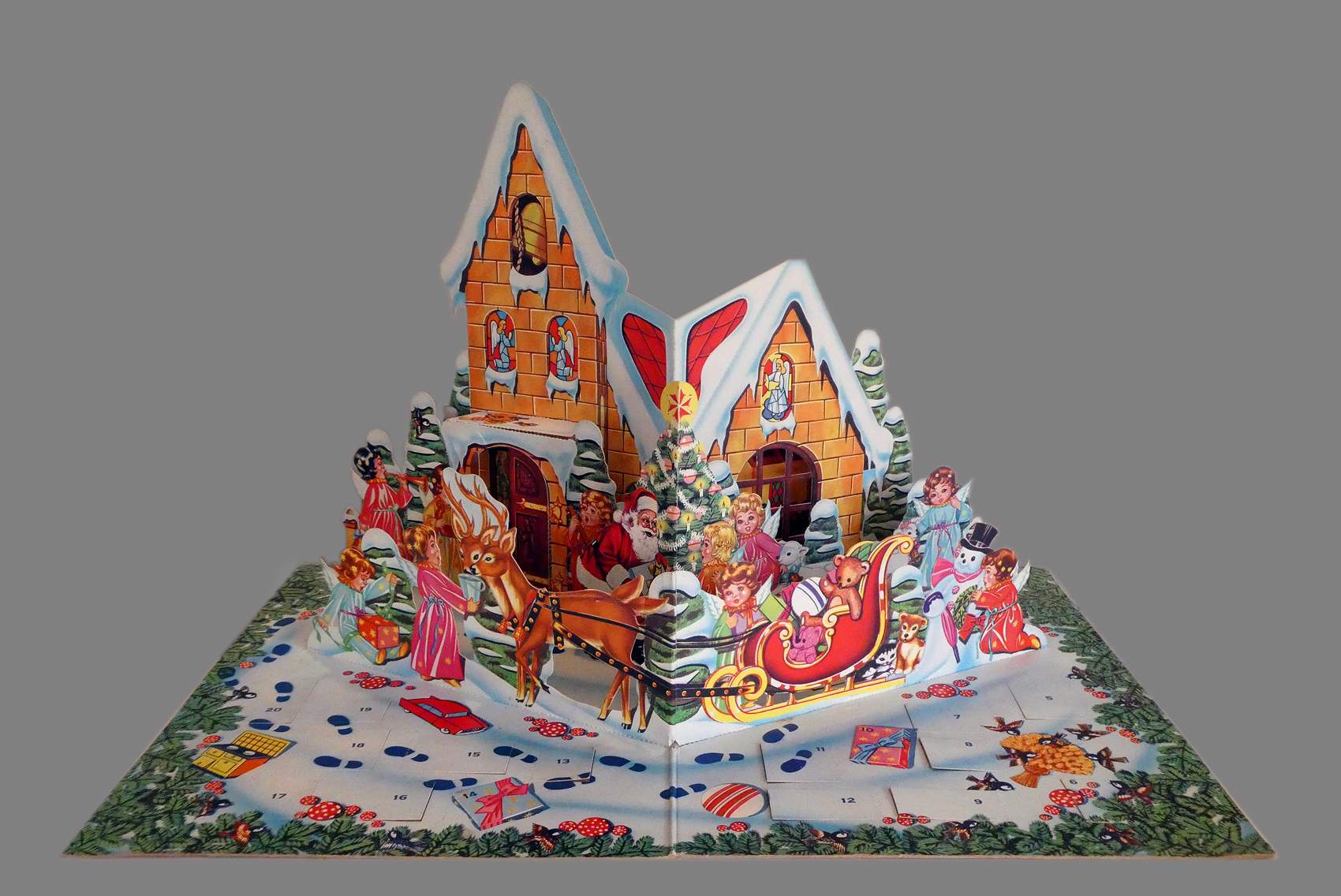
Adventskalender vom Carlsen Verlag 1959.

Ein Adventskalender (in Österreich Adventkalender) gehört seit dem 19. Jahrhundert zum christlichen Brauchtum in der Zeit des Advents. Der Kalender ist in verschiedenen Formen und Ausprägungen verbreitet, zeigt jedoch in der Regel die verbleibenden Tage bis Weihnachten an.
Adventskalender zählen entweder in Bezug auf das Kirchenjahr oder auf den bürgerlichen Kalender. Adventskalender, die sich auf das Kirchenjahr beziehen, umfassen den ganzen Advent (der erste Adventssonntag kann zwischen den 27. November und den 3. Dezember fallen) bis Weihnachten oder Heilige Drei Könige, während kalendarische Adventskalender am 1. Dezember beginnen und am 24. Dezember, dem Heiligen Abend, enden. Adventskalender sollen, ähnlich wie der Adventskranz, die Wartezeit bis zum Weihnachtsfest „verkürzen“ und die Vorfreude steigern.
Ursprünglich aus einer lutherischen Sitte Deutschlands stammend, gehören Adventskalender heute in christlich geprägten Ländern zur Vorbereitung auf das Fest der Geburt Jesu Christi.
Im deutschsprachigen Raum haben vor allem Kinder einen Adventskalender. Gleichwohl gibt es auch solche, die eher für Erwachsene angelegt sind. Im Handel weit verbreitet sind Kalender, die mit weihnachtlichen Motiven bedruckt sind und an denen sich kleine Türen öffnen lassen, hinter denen sich Bilder, Sprüche, Süßigkeiten oder andere Überraschungen befinden. Ebenso werden selbstgebastelte Kalender verwendet, denen oft ein ähnliches Prinzip zugrunde liegt. In vielen deutschen Gemeinden gehört es zur Tradition öffentliche Gebäude wie Rathäuser zur Weihnachtszeit als Adventskalender zu dekorieren.

## Historisches

### Ursprünge

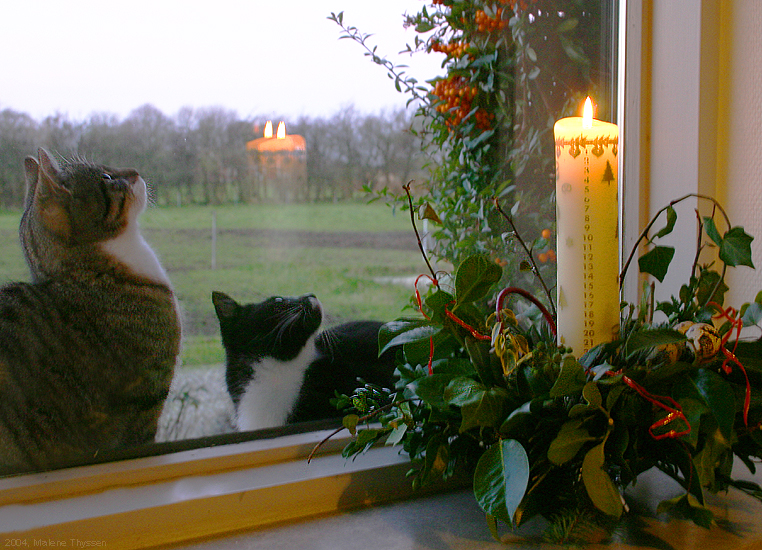
Dänische Adventskalenderkerze

Zunächst war der Adventskalender vor allem Zählhilfe und Zeitmesser. Die eigentlichen Ursprünge lassen sich bis ins 19. Jahrhundert zurückverfolgen.

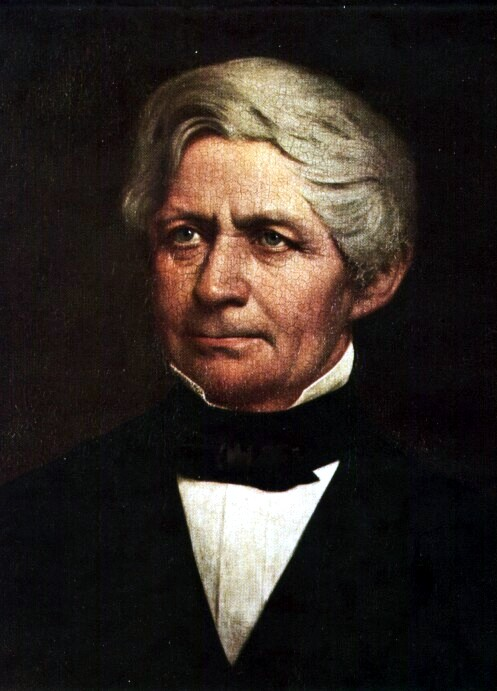
Johann Hinrich Wichern (1808–1881)

Den ersten dokumentierten Adventskalender schuf der evangelische Theologe Johann Hinrich Wichern 1839 für die Kinder eines Kinderheims (Rauhes Haus in Hamburg), um die Wartezeit bis zur Weihnacht überschaubarer zu machen. Er stellte pro Tag eine Kerze auf ein Wagenrad, für jeden Adventssonntag eine dickere. So schuf er zugleich zwei Traditionen: die des Adventskranzes (der heute nur noch die Adventssonntage zählt) und die des Adventskalenders, der alle Tage bis Weihnachten zählt.
Der erste selbstgebastelte Adventskalender im Privathaushalt stammt vermutlich aus dem Jahr 1851, ebenfalls im protestantischen Umfeld. So hängten Familien nach und nach 24 Bilder an die Wand. Einfacher war eine Variante mit 24 an die Wand oder Tür gemalten Kreidestrichen, bei der die Kinder täglich einen Strich wegwischen durften. In katholischen Haushalten wurden hingegen Strohhalme in eine Krippe gelegt, für jeden Tag einer, bis zum Heiligen Abend. Weitere Formen des Adventskalenders waren die Weihnachtsuhr oder eine Adventskerze, die jeden Tag bis zur nächsten Markierung abgebrannt wurde. Diese Variante war besonders während der Zeit des Nationalsozialismus als Ersatz des gebräuchlichen Adventskalenders verbreitet. Gleichzeitig stellt das Abbrennen eine skandinavische Tradition dar.
Thomas Mann erwähnt in seinem Roman Buddenbrooks den Advent des Jahres 1869, in dem der kleine Hanno das Nahen der Weihnachtszeit auf einem von der Kinderfrau angefertigten Abreißkalender verfolgt:

„Unter solchen Umständen kam diesmal das Weihnachtsfest heran, und der kleine Johann verfolgte mit Hilfe des Adventskalenders, den Ida ihm angefertigt und auf dessen letztem Blatte ein Tannenbaum gezeichnet war, pochenden Herzens das Nahen der unvergleichlichen Zeit.“

### 1900 bis zum Zweiten Weltkrieg

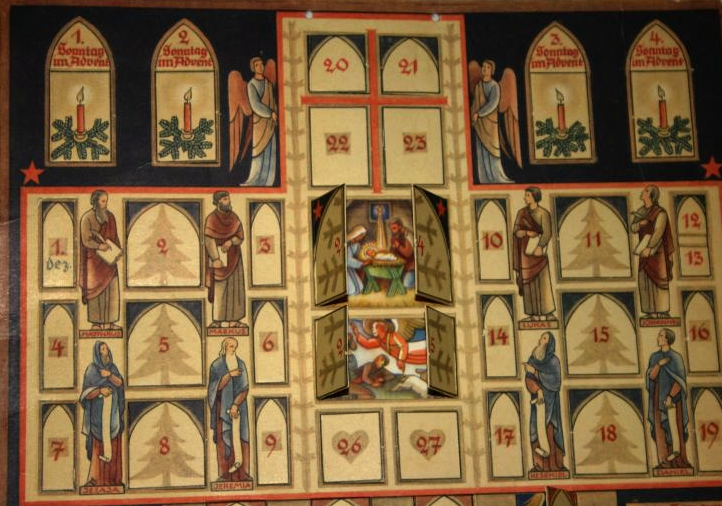
Das Geheimnis der Weihnacht – auf das Kirchenjahr bezogener Adventskalender vom ersten Advent bis zum Dreikönigsfest von Paula Jordan. Die Adventssonntage haben zusätzlich eigene Türchen.

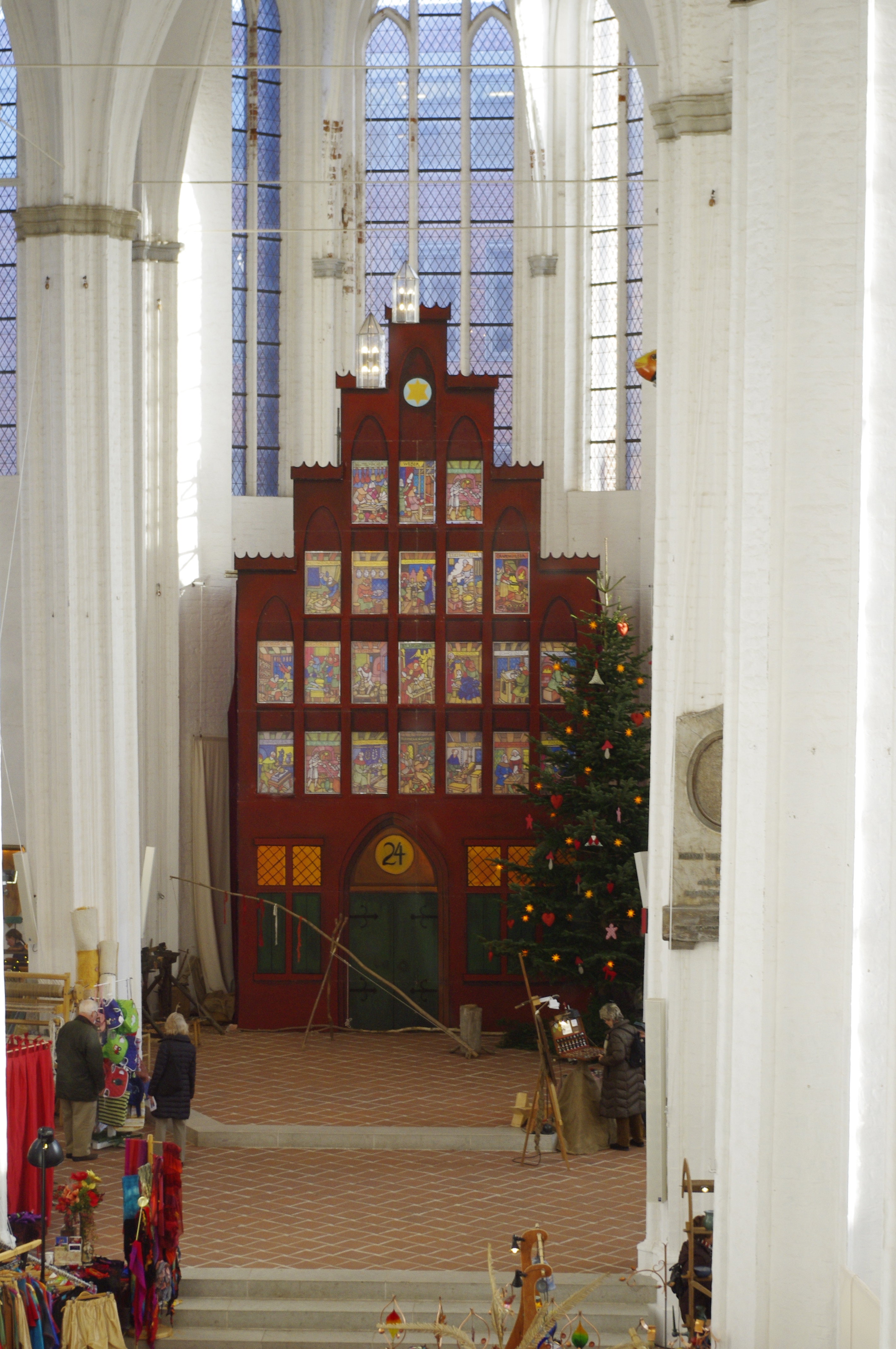
Adventskalender in St. Petri in Lübeck, 2011

1902 veröffentlichte die Evangelische Buchhandlung Friedrich Trümpler in Hamburg den ersten gedruckten Kalender in Form einer Weihnachtsuhr für Kinder mit den Zahlen 13 bis 24 auf dem Zifferblatt. Ab 1922 erschienen Weihnachts- bzw. Adventsuhren mit 24 Feldern.
1903 brachte der Münchner Verleger Gerhard Lang einen gedruckten Kalender mit dem Titel Im Lande des Christkinds auf den Markt. Er bestand aus einem Bogen mit 24 Bildern zum Ausschneiden und einem Bogen mit 24 Feldern zum Aufkleben. Jeden Tag in der Adventszeit durften die Kinder ein Bild ausschneiden und in ein Feld kleben. Da der 1. Dezember ein eher willkürlich gewähltes Datum war – die Adventszeit hat je nach Beginn zwischen 22 und 28 Tage, womit der 1. Dezember meist schon in der Adventszeit lag –, brachte Lang ab dem folgenden Jahr zunächst einen Nikolaus-Kalender heraus, der zum 6. Dezember einsetzte. Solche Nikolaus-Kalender waren in dieser Zeit auch als Werbegeschenke verbreitet. Auch Leipziger Verlage brachten derartige Kalender heraus. Es gab zudem Adventshäuschen und Weihnachtsuhren mit der Zählung ab dem 6. Dezember. Nach 1945 wurden solche Kalender nur noch selten produziert. 1904 wurde dem Stuttgarter Neuen Tagblatt ein Adventskalender als Präsent beigelegt.
Die 1920er Jahre gelten als eine der Hochzeiten der gedruckten Adventskalender. Häufig wurden sie von bekannteren und auch weniger bekannten Kinderbuchillustratoren, Plakatkünstlern oder Gestaltern von Grußkarten, Malbüchern, Kinderspielen und Spielkarten erstellt. So gestaltete Gertrud Caspari einen ab 1928 erschienenen Kalender im Esslinger J.F. Schreiber Verlag, in Hamburg 1920 der Weihnachtskalender für unsere Kleinen von Johann Huber mit Texten von Hedda Krüss. 1929 veröffentlichte der Nürnberger Kunstverlag Anton Jaser zwei Abreißblöcke unter den Namen Knecht Ruprecht und Weihnachts-Engel. Kinder konnten die Abreißbilder in ein dazugehöriges Album kleben. Ein Jahr später erschien in Hamburg ein Abreißadventskalender. Eine weitere Form waren als Himmelsleiter gestaltete Kalender, auf denen man einen Engel täglich eine Stufe weiter setzen konnte.
In den 1920er Jahren verdrängten die profanen Kalender die religiösen von der Spitze der Verbreitung. Die sogenannten „Erika-Kalender“ etwa zeigten häufig moderne Motive wie moderne Transportmittel von Eisenbahnen über Autos bis hin zu Flugzeugen oder auch Verkehrspolizisten und sprachen vorrangig ein männliches Publikum an. Die Bilder waren meist in einem „lieblichen“ Stil gestaltet, dem manche Anbieter, etwa die Dürerhausbewegung, mit qualitativ und künstlerisch anspruchsvolleren Produkten entgegenwirken und zugleich zur künstlerischen Bildung beitragen wollten. Erfolgreiche Kalender wurden zum Teil über Jahrzehnte immer wieder neu aufgelegt.
Nach 1920 verbreiteten sich schließlich Kalender, deren Fensterchen man öffnen konnte. Hinter jedem Fensterchen war auf einer zweiten, angeklebten Papier- oder Pappschicht ein Bild zu sehen. Bis in die 1930er Jahre hinein genoss die lithografische Anstalt von Reichhold & Lang in München den Ruf, die kunstreichsten und fantasievollsten Werke auf diesem Gebiet herauszugeben. Lang kam auf die Idee, da ihm seine Mutter jedes Jahr in der Vorweihnachtszeit 24 Gebäckstücke („Wibele“) auf einen Karton nähte und er als Kind ab dem 1. Dezember jeden Tag eines essen durfte. Lang stellte auch schon eine Art Schokoladen-Adventskalender her, das Christkindleinshaus zum Füllen mit Schokolade. Auch andere Formen der Verzierung kamen nun in Mode. So wurden viele der Kalender mit glitzernden Materialien überzogen. Zunächst wurde meist Kaliglimmer („Katzensilber“) verwendet, aber auch Metallsand („Streuglanz“) oder Glasglimmer. Vor allem Glasglimmer kam noch bis in die 1970er Jahre zum Einsatz, bis er durch ungefährliches Aluminium ersetzt wurde.
Vor allem Sachsen war ein Zentrum der Produktion von Adventskalendern. So produzierten in Leipzig beispielsweise die Verlage Meissner & Buch, Josef Alzinger sowie der Arthur Beyerlein Kunstverlag, in Dresden der Verlag Dürer-Haus und der Walter Flechsig Verlag, in Heidenau Erika, in Buchholz Herold, in Chemnitz und Halle/Saale der B.F.B. Verlag. Auch die übrige Produktion hatte einen Schwerpunkt im Osten Deutschlands, so in Berlin (Paul Pittius AG), Zittau (Werner Klotz Verlag), Magdeburg (Willy Klautzsch) oder Reichenau (Rudolf Schneider Verlag). Andererseits gab es Regionen in Deutschland, in denen Adventskalender lange Zeit unbekannt waren. So waren offenbar in den Grenzregionen des Sudetenlandes solche Kalender bis 1938 unbekannt. Erfolgreich wurden Adventskalender auch in andere Länder vertrieben. Neben Österreich wurden sie schon seit vor dem Ersten Weltkrieg erfolgreich nach England und durch den Lahrer Verlag Ernst Kaufmann exportiert. Meissner & Buch aus Leipzig versahen ihre Kalender mit dem Zusatz Printed in Germany.

Drucksteine für den Adventskalender „Die Himmelsleiter“ von Gertrud Caspari (1873–1948)
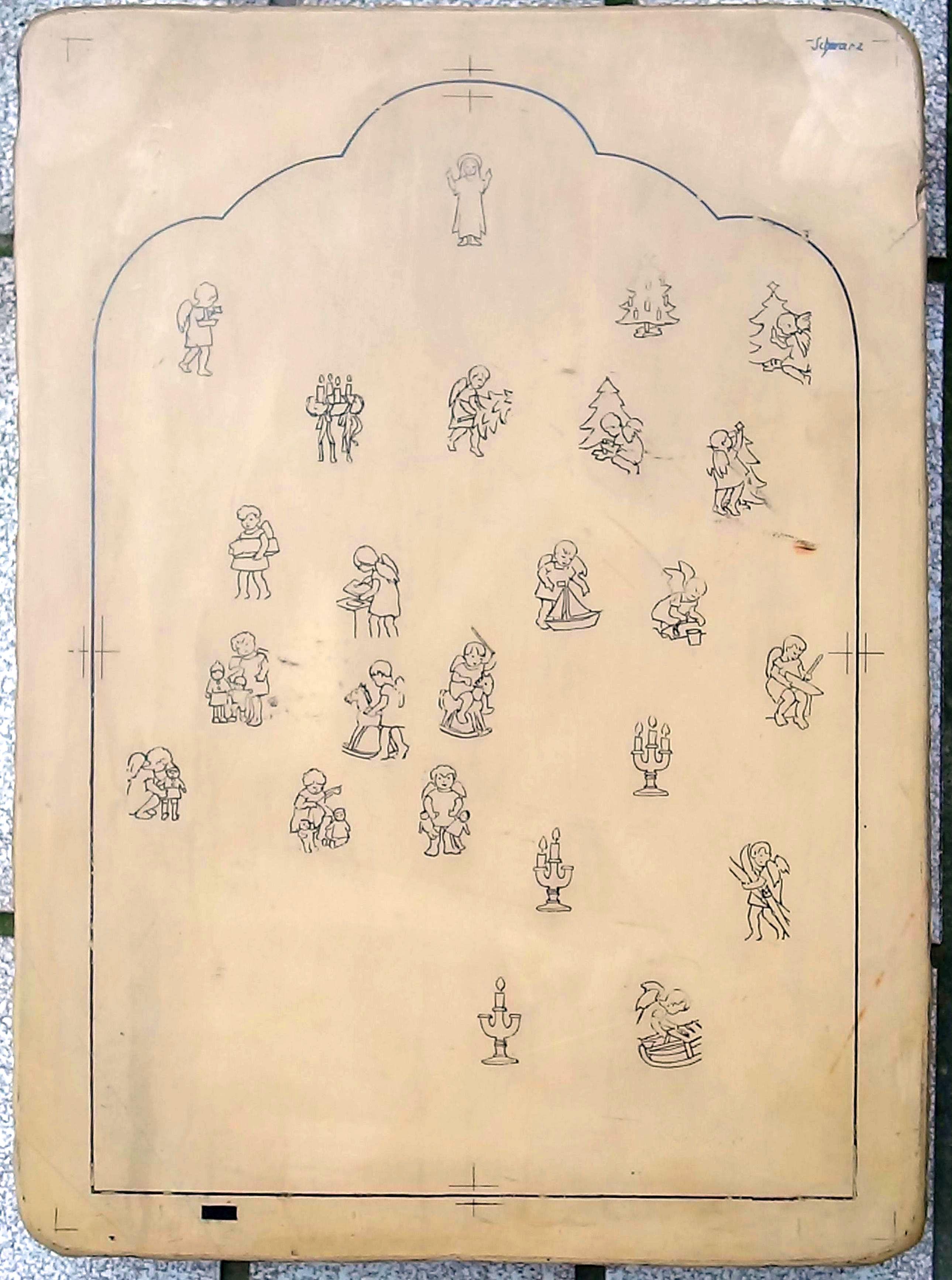
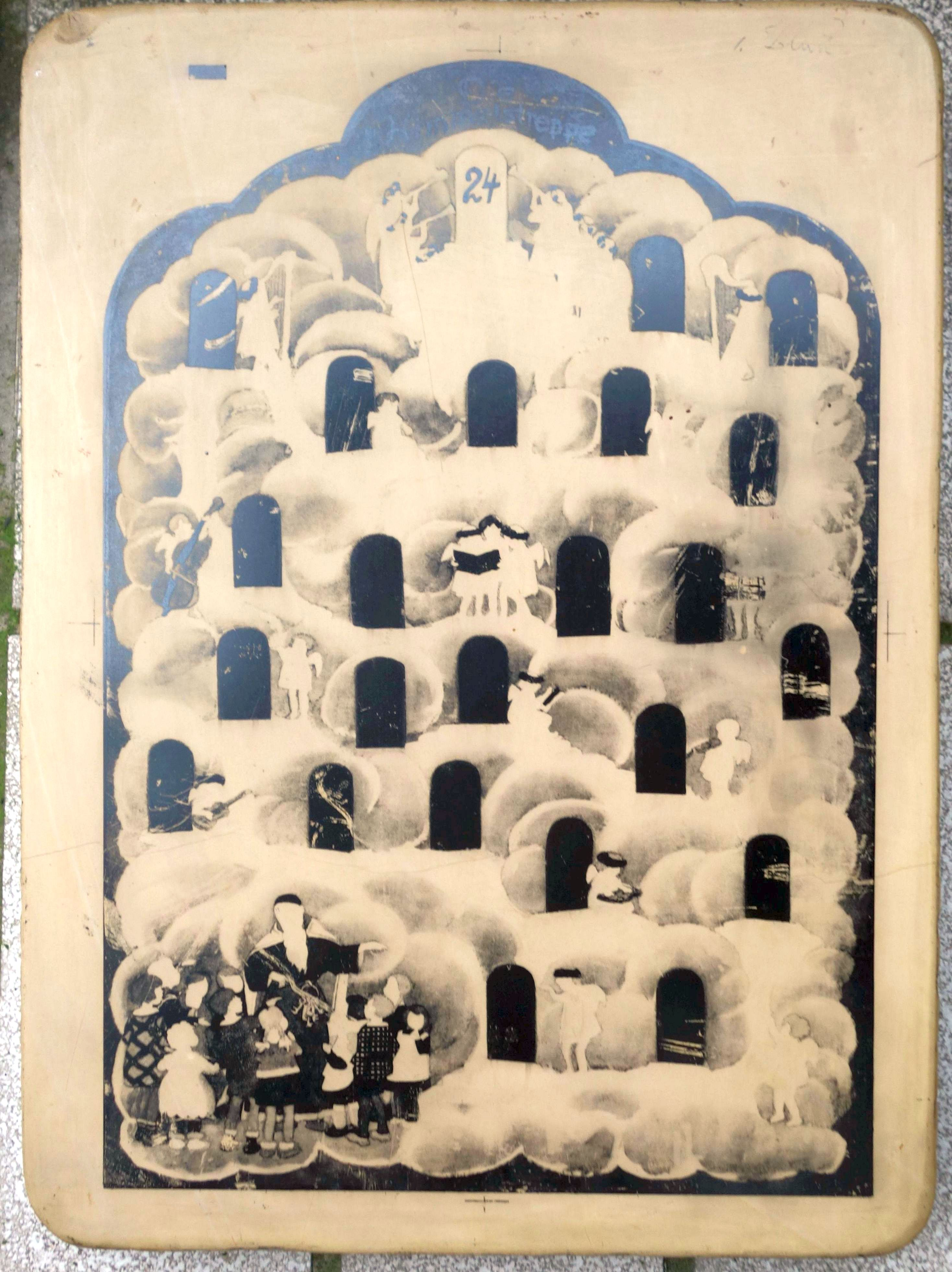
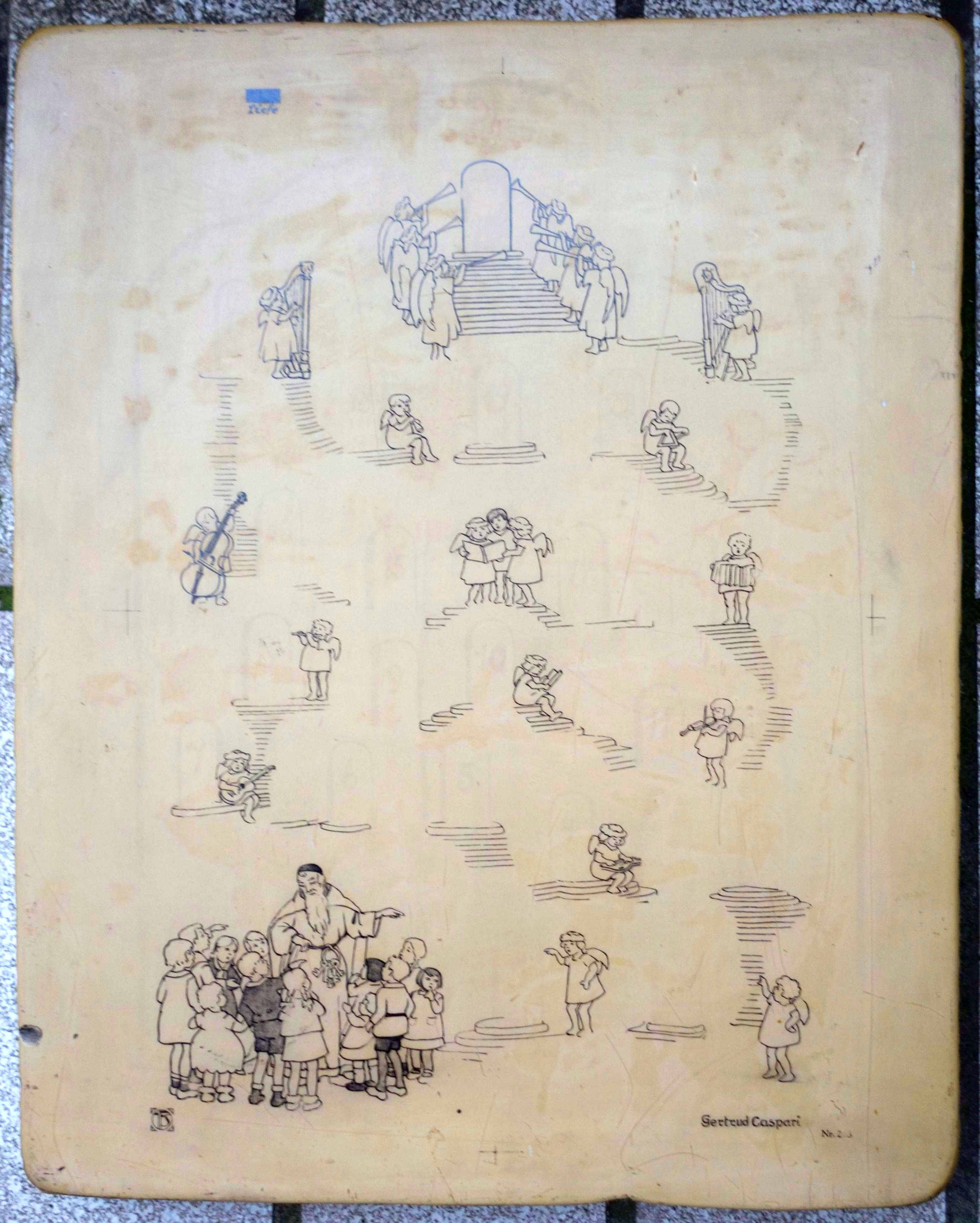

### Vorweihnachten, der nationalsozialistische Adventskalender
Während der Zeit des Nationalsozialismus wurde versucht, die christlichen Weihnachtsbräuche im öffentlichen Leben zurückzudrängen. Schon 1933 war bei manchen Kalendern der Wechsel und der Einfluss der neuen Zeit zu spüren. Der Münchener Verlag Reichhold & Lang etwa zeigte unter anderem einen salutierenden Soldaten. Dieser von Dora Baum gestaltete Kalender mit Schiebefiguren hatte den Titel Deutsche Weihnacht. 1936 und 1938 publizierte, von Hertha Fritsche gestaltete Kalender nannten den Dezember Julmond und das Weihnachtsfest Julfest. Doch nicht alle Kalender waren an den neuen Zeitgeist angepasst. C.C. Meinhold aus Dresden etwa gab zwischen 1935 und 1937 fünf verschiedene Werkmappen nach Entwürfen von Max Noack heraus, mit denen man sich selbst die Kalender basteln konnte.
Nach 1940 wurde das Papier in Deutschland kontingentiert. Weihnachtskalender durften nur noch auf holzhaltigem Papier gedruckt werden und die maximalen Größen und Gewichte wurden ebenso wie die maximale Dicke von Papier und Karton von der Reichsstelle für Papier- und Verpackungswesen vorgegeben. Christliche Verlage mussten seit Juni 1941 auch andere Erzeugnisse publizieren, weshalb 1940 der letzte nachweisbare Kalender Der Kinder Adventsbüchlein des Verlages erschien. Es reichte bis zum 25. Dezember und war mit Scherenschnitten und Sinnsprüchen versehen.
Nach Ausbruch des Zweiten Weltkrieges gab das Hauptkulturamt ab 1941 in der Reichspropagandaleitung der NSDAP einen Kalender Vorweihnachten heraus. Er wurde von Thea Haupt gestaltet und enthielt neben einer Auswahl von Märchen und nationalsozialistischen Weihnachtsliedern auch Backanleitungen für so genanntes Sinngebäck. Ergänzt wurde der Kalender aus dem Zentralverlag der NSDAP Franz-Eher-Verlag durch Bastelanleitungen für hölzernen Weihnachtsbaumschmuck in Form von Runen und Sonnenrädern, Klausenbäumen aus Kartoffeln sowie sogenannten Weihnachtsgärtlein, die die Krippen unter dem Weihnachtsbaum ersetzen sollten. Auch die „Herleitung“ der Bedeutung von Runen und Sinnbildern sowie die sogenannte Ahnen- und Sippenforschung wurde in dem Kalender umfassend thematisiert. Christliche Symbole wurden zu nationalsozialistischen Sinnbildern umgedeutet. Nachdem der auf den ersten Blick harmlos erscheinende Kalender 1941 in den Familien von kinderreichen Funktionären mit Erfolg getestet worden waren, kamen sie 1942 bis 1944 in den Handel. Mit der sich ändernden Lage an der Front erhielt der Kalender, der auf den zweiten Blick ein deutliches Propagandaprodukt und klar zur Indoktrination der Jugend gedacht war, ab 1942 auch zunehmend militärische Inhalte, die grafisch der jeweiligen militärischen Situation an der Front angepasst wurden. Auch die praktischen Lebensumstände spiegelten sich wider, so kamen die Backrezepte ab 1943 ohne Fett und Eier aus. Bastelanleitungen zeigten Dinge, die man als Dank für Soldaten fertigen konnte, an die man aufgefordert wurde, regelmäßig zu denken. Auch Folgsamkeit der Mutter gegenüber wurde gepredigt. Der Kalender war zentral über die Ortsgruppen der NSDAP zu beziehen und hatte einen Nennpreis von einer Reichsmark.
Der Kalender Vorweihnachten war jenseits der negativen Aspekte einer der ersten Bastel- und Mitmach-Kalender dieser Art, die in Buchform konzipiert waren. Nach dem Krieg kam er in der Sowjetischen Besatzungszone auf den Index der auszusondernden Druckschriften. Auch im Westen war er zunächst verboten, wurde aber nach einer „Entnazifizierung“ der Inhalte 1968, 1973 und 1982 erneut aufgelegt und wird bis heute vertrieben.

### Nachkriegszeit bis heute

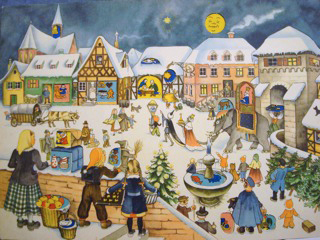
Adventskalender aus dem Nachlass von Marianne Schneegans, 1946

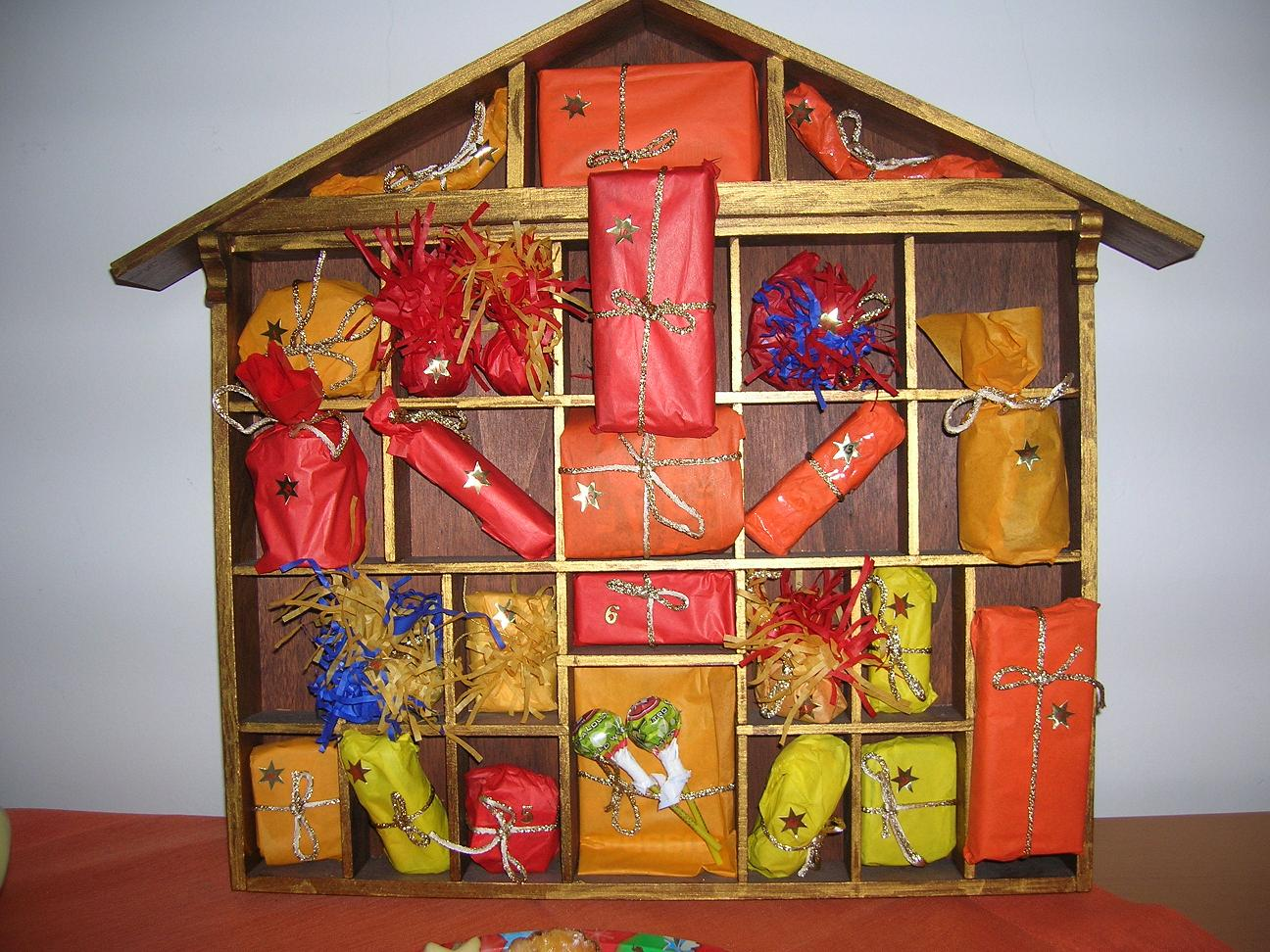
Selbstgebastelter Adventskalender

#### Westdeutschland
Schon schnell nach dem Zweiten Weltkrieg setzte die Sehnsucht nach einer „heilen Welt“ ein, die auch die Weihnachtszeit einschloss. Schon 1945 wurden wieder Adventskalender in allen Besatzungszonen produziert. Zurückgegriffen wurde vor allem auf die süßlichen Motive aus der Zeit um 1930. Manche Verlage wie Erika in Heidenau druckten ihre älteren Werke neu. Heute kann man diese Kalender oft nur aufgrund der schlechteren Papier- und Druckqualität nach dem Krieg von den älteren Exemplaren unterscheiden. Der Rückgriff auf alte Vorlagen war nicht zuletzt ein Kostenfaktor. Hinzu kommt, dass einige der vor dem Krieg aktiven Gestalter auch danach erneut in diesem Bereich tätig waren. Zunächst waren vor allem Abreißkalender beliebt.
Eine der ersten Genehmigungen zum Druck von Adventskalendern erhielt der Richard Sellmer Verlag in Stuttgart im Dezember 1945 von den US-amerikanischen Besatzern. Die Erlaubnis zum Drucken von 50.000 Kalendern konnte durch Papier aus der Französischen Besatzungszone gedeckt werden. 1946 fertigte Richard Sellmer in Heimarbeit den von Elisabeth Lörcher entworfenen Stellkalender Die kleine Stadt. Mit ihm war er auf der Frankfurter Messe vertreten und suchte nicht zuletzt nach Abnehmern unter den US-Amerikanern. Schon der erste Kalender war auch in englischer und schwedischer Sprache gestaltet. Das von Beginn an auf internationalen Vertrieb setzende Marketing war offenkundig. Nutzungsanleitungen in englischer und französischer Sprache lagen seit 1948 etwa dem Kalender Alt-Stuttgart bei. Heimkehrende US-Soldaten sorgten für die Verbreitung und 1953 bekam Sellmer von einer Hilfsorganisation für Epileptiker einen ersten Großauftrag über 50.000 Kalender. Nachdem im Magazin Newsweek im Dezember 1953 ein Bild des Eisenhower-Enkels auf einem Adventskalender zu sehen war, stieg die Nachfrage massiv an. Für 1954 wurde ein Kalender White House mit dem Weißen Haus als zentralem Motiv, umgeben von Cowboys, Planwagen und Straßenkreuzern produziert. Dieser wurde ebenso wie der Kalender Fairy Tales aus demselben Jahr in einer aus dem Deutschen ins Englische übersetzten Fassung speziell für den US-Markt produziert. Auch andere Produzenten folgten diesem Erfolgstrend und der Kalender Bastelhaus beziehungsweise Children Workshop von Ulla Wittkuhn zeigte zwei unterschiedliche Motive für den 24. Dezember: für die deutschen Kinder einen Weihnachtsbaum sowie Maria mit dem Kind, für die Kinder in den USA einen brennenden Kamin.
Der Sellmer-Verlag produzierte zwischen 1946 und 1998 mehr als 230 verschiedene Adventskalender. Der Verlag wird mittlerweile in dritter Generation als Familienbetrieb geführt. Um 2010 hatte er jährlich etwa 100 verschiedene Motive im Angebot. Viele der Kalender erklären sich aus den unterschiedlichen Traditionen der Länder, für die sie hergestellt werden. So wird bei Schweizer Kalendern auf den Nikolaus verzichtet, in den USA haben die Engel keine Flügel und im Vereinigten Königreich werden religiöse Motive bevorzugt.
Auch andere Verlage produzierten ab 1946 wieder. Zunächst waren für wenige Jahre Abreißkalender verbreitet, um 1950 waren sie weitgehend von Kalendern mit aufklappbaren Türen verdrängt. Der Ars Sacra Verlag in München fertigte sehr liebevoll und kleinteilig gestaltete Kalender, deren Inhalt den religiösen Bezug immer in den Mittelpunkt stellten. Zwischen 1954 und 1976 gestaltete vor allem Gudrun Keussen die etwa 30 Kalender des Verlages. Nachdem der Verlag 1980 in arsEdition umbenannt worden war, wandelte sich der Inhalt vom Religiösen zum Familiären. Im 1951 gegründeten Münchner Korsch Verlag wurden unter anderem von Ostdeutschen wie Kurt Brandes oder Fritz Baumgarten gestaltete Kalender gedruckt. Überhaupt kaufte der Korsch-Verlag viele seiner Motive bei anderen Verlagen ein und bietet bis heute viele der älteren Motive an. Auch Marketingstrategien, wie den Aufdruck von Firmennamen setzte man bei Korsch um. Korsch ist einer der wichtigsten und erfolgreichsten Verlage seiner Art.
Die heutige am meisten verbreitete Gestalt des konventionellen Adventskalenders geht vermutlich auf einen evangelischen Pfarrer zurück. Er wandelte die Idee von Lang ab und versteckte hinter 24 Türchen Bilder mit Gestalten aus biblischen Geschichten. Nach 1945 setzte sich endgültig der Kalender beginnend vom 1. Dezember mit 24 Türchen durch. Daneben wurden oft auch Kalender mit mehr Türen hergestellt, vor allem der 24. Dezember wurde immer wieder mit mehr als einem Türchen bedacht, aber auch die Adventssonntage konnten zusätzliche Fenster haben, insbesondere dann, wenn sie außerhalb der 24 Tage lagen. Ein von Paula Jordan gestalteter Kalender mit dem Titel „Das Geheimnis der Weihnacht“, ein sogenannter Dreikönigs-Kalender, reichte sogar bis zur Erscheinung des Herrn (6. Januar). Sie wurden vor allem von religiösen Verlagen angeboten und noch bis in die 1960er Jahre vertrieben. Seit 1995 gibt es mit Der Andere Advent wieder einen solchen Adventskalender, der dem Kirchenjahr folgt und vom ökumenischen Verein Andere Zeiten herausgegeben wird. Seit 2017 gibt es mit Der Andere Advent für Kinder auch eine Ausgabe für Kinder zwischen sieben und elf Jahren mit Geschichten, Experimenten, Comics und Spielen.
Flächendeckend beliebt wurde der Adventskalender ab den 1950er Jahren, als er zum Massenartikel und preisgünstig angeboten wurde. Als Motive dienten hauptsächlich Szenen aus romantisch verschneiten Städtchen. Hinter dem größeren Fenster des 24. Dezembers verbarg sich meist eine Krippenszene. Es gab auch handgemalte Adventskalender von verschiedenen Künstlern wie zum Beispiel die Leipziger Adventskalender.
Gegenwärtig stecken hinter den Türchen eines gekauften Produkts neben den Bildchen oftmals Schokoladenstücke in verschiedenen Formen oder auch Spielzeug. Der erste mit Schokolade gefüllte Adventskalender wurde 1958 in den Handel gebracht. In Deutschland stellte 2012 die Stiftung Warentest Mineralöle und verwandte Substanzen in der Schokolade verschiedener Adventskalender fest. Das Bundesinstitut für Risikobewertung erklärte, Mineralöle in Lebensmitteln seien unerwünscht, schätzte die Aufnahme durch ein Schokoladenstück pro Tag aber als sehr gering ein. Das bayerische Landesamt für Gesundheit und Lebensmittelsicherheit überprüfte 2016 Adventskalender von Herstellern, die im vergangenen Jahr durch Mineralölrückstände aufgefallen waren. Die Vielfalt an Adventskalendern nimmt immer weiter zu, auch weil diese für Firmen eine hohe Gewinnmarge bedeuten können. So gibt es im Handel mittlerweile eine Vielzahl an veganen Adventskalendern mit ökologischem Gedanken, Kosmetik-Adventskalender und Adventskalender mit Genussmitteln wie Tee, Kaffee oder Alkohol.
Daneben werden auch selbstgebastelte Kalender mit kleinen Geschenken hergestellt, die auf verschiedene Weise verpackt sein können. Hier können unterschiedliche Formen gebastelt werden: die ursprünglich aus dem skandinavischen Raum stammenden Jute-Säckchen, an einer Leine aufgehängt, erfreuen sich immer größerer Beliebtheit, doch auch ausgefallene Ideen können in selbstgebastelten Adventskalendern realisiert werden. Darüber hinaus wurden auch Kerzen als Adventskalender angeboten, mit einem Abschnitt zum Abbrennen für jeden Tag. Der weltgrößte freistehende Adventskalender mit 857 m² steht in Leipzig im Böttchergässchen. Die Kalendertüren sind drei mal zwei Meter groß und werden von Tag zu Tag geöffnet.
Motive der Kalender sind im Allgemeinen zeitloser Natur, um eine Motivnutzung über einen längeren Zeitraum zu gewährleisten. Thematisch darüber hinaus gehende Motive, etwa den des deutschen Mauerfalls von 1989, sind selten und auch nicht über einen längeren Zeitraum zu verkaufen.

## Virtuelle Adventskalender
Seit wenigen Jahren werden zunehmend neue Medien genutzt, beispielsweise um die ursprüngliche Funktion des Adventskalenders, das Abzählen der Tage, mit dem Erzählen von Geschichten zu verbinden. Es werden Hörbücher mit 24 Geschichten publiziert, damit der Zuhörer jeden Tag vom 1. Dezember bis Heiligabend eine Geschichte hören kann. Auch hier herrschen winterliche oder adventliche Motive und Inhalte vor, an Namenstagen wie St. Nikolaus am 6. Dezember wird eine Legende erzählt oder vorgelesen. Bisweilen sind statt Geschichten auch Lieder zu hören. Auch im Rahmen von Radiosendungen werden in der Adventszeit Geschichten oder andere Inhalte wie zum Beispiel Rätsel publiziert.
Teilweise werden solche digitale Adventskalender auch zu Marketingzwecken genutzt, bei denen für die Nutzer die Möglichkeit zur Teilnahme an Gewinnspielen oder anderen Marketingaktionen besteht.

### Online Adventskalender
Der Online Adventskalender ist ein digitaler und virtueller Adventskalender, der über das Internet erreichbar ist. Oft ist in ihm auch ein Gewinnspiel enthalten oder er wird als Mail verschickt. Genau wie beim physischen Adventskalender gibt es beim Online Adventskalender 24 Tage lang täglich einen neuen Inhalt zu entdecken. Der Online-Adventskalender ist auf Internetseiten, sozialen Medien und in Adventskalender-Apps zu finden.

### Adventskalender im Fernsehen
In den skandinavischen Ländern ist es eine Tradition, dass zu Weihnachten ein 24-teiliger Adventskalender (dänisch julekalender, schwedisch julkalender, isländisch jóladagatal, finnisch joulukalenteri) im Fernsehen ausgestrahlt wird. Es handelt sich um eine fortlaufende Weihnachtsgeschichte, bei der jeden Tag ein Abschnitt gesendet wird. Ein Beispiel hierfür ist Schneewelt – eine Weihnachtsgeschichte (orig. Snøfall), das auch für den KiKA synchronisiert und 2018 ausgestrahlt wurde.

## Gebäude als Adventskalender

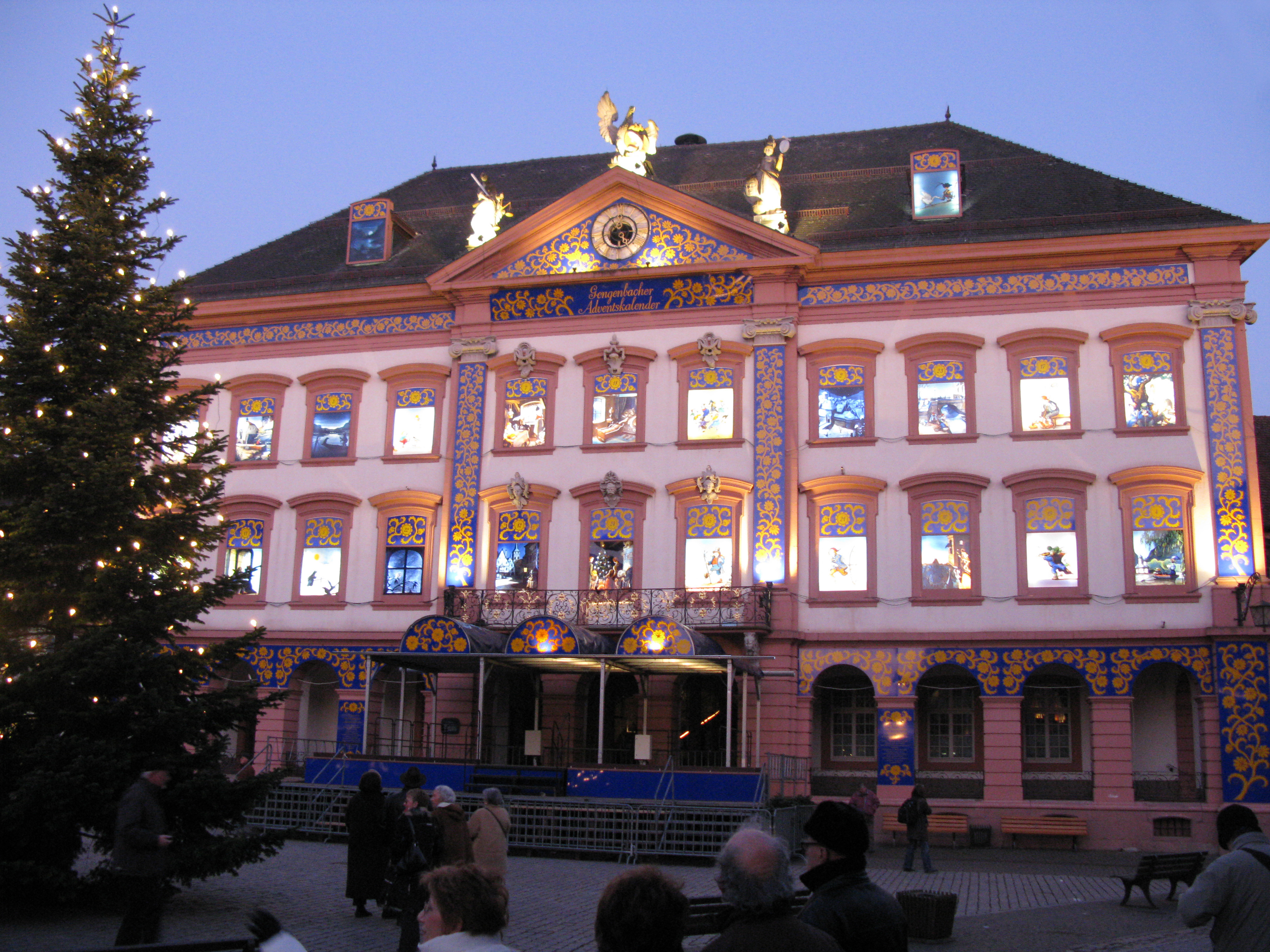
Adventskalender am Rathaus von Gengenbach

In mehreren Städten werden regelmäßig die Fassaden bestimmter Gebäude, oft von Rathäusern, zu großen Adventskalendern umfunktioniert. Ein berühmtes Beispiel dafür ist das Wiener Rathaus, vor dem der Wiener Christkindlmarkt stattfindet. Eine besondere Tradition hat sich in etlichen Städten und Dörfern entwickelt: An den Tagen im Advent bzw. im Dezember geht man jeweils zu einem Schaufenster, Scheunentor oder etwas Ähnlichem, wo ein „Türchen“ gestaltet wurde und eine Geschichte vorgelesen oder erzählt wird. In Meiningen ist zum Beispiel ein solcher Erzählort die Stadtbibliothek, hinter deren Fensterläden sich farbige Märchenmotive befinden. 2023 befindet sich das weltgrößte Adventskalenderhaus in Gengenbach.

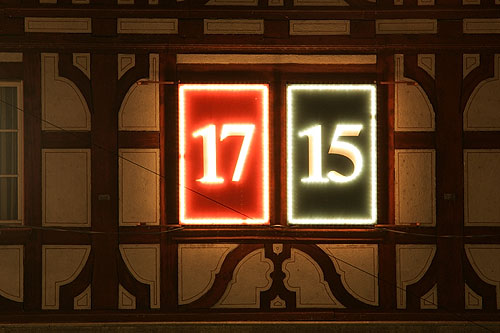
Adventskalender an der Luzerner Reussbrücke

In der Evangelischen Landeskirche in Württemberg entstand außerdem vor einigen Jahren (ca. 2003) der jährlich stattfindende „größte Adventskalender der Welt“. Hier öffnet jeden Tag im Advent eine andere Kirche in Württemberg ihre Türen zu einem adventlichen Aktionstag. Bei dem Adventskalender der Stadt Forchheim werden die 24 Türchen durch die Hauptpforte und 23 Fenster des Fachwerk-Rathauses gebildet. Hinter den Fensterläden, die von den jährlich wechselnden „Weihnachtsengeln“ geöffnet werden, verbergen sich weihnachtliche Motive. Die nordfriesische Stadt Tönning hat nach eigenen Angaben den „längsten Adventskalender der Welt“. Der Adventskalender erstreckt sich über die 77,5 Meter Gebäudelänge und die gesamte Höhe des denkmalgeschützten alten Packhauses, einem ehemaligen Speichergebäude am Eiderhafen. Die Kalendertürchen von 1 bis 24 werden mit der jeweiligen Tageszahl illuminiert.

## Lebendiger Adventskalender

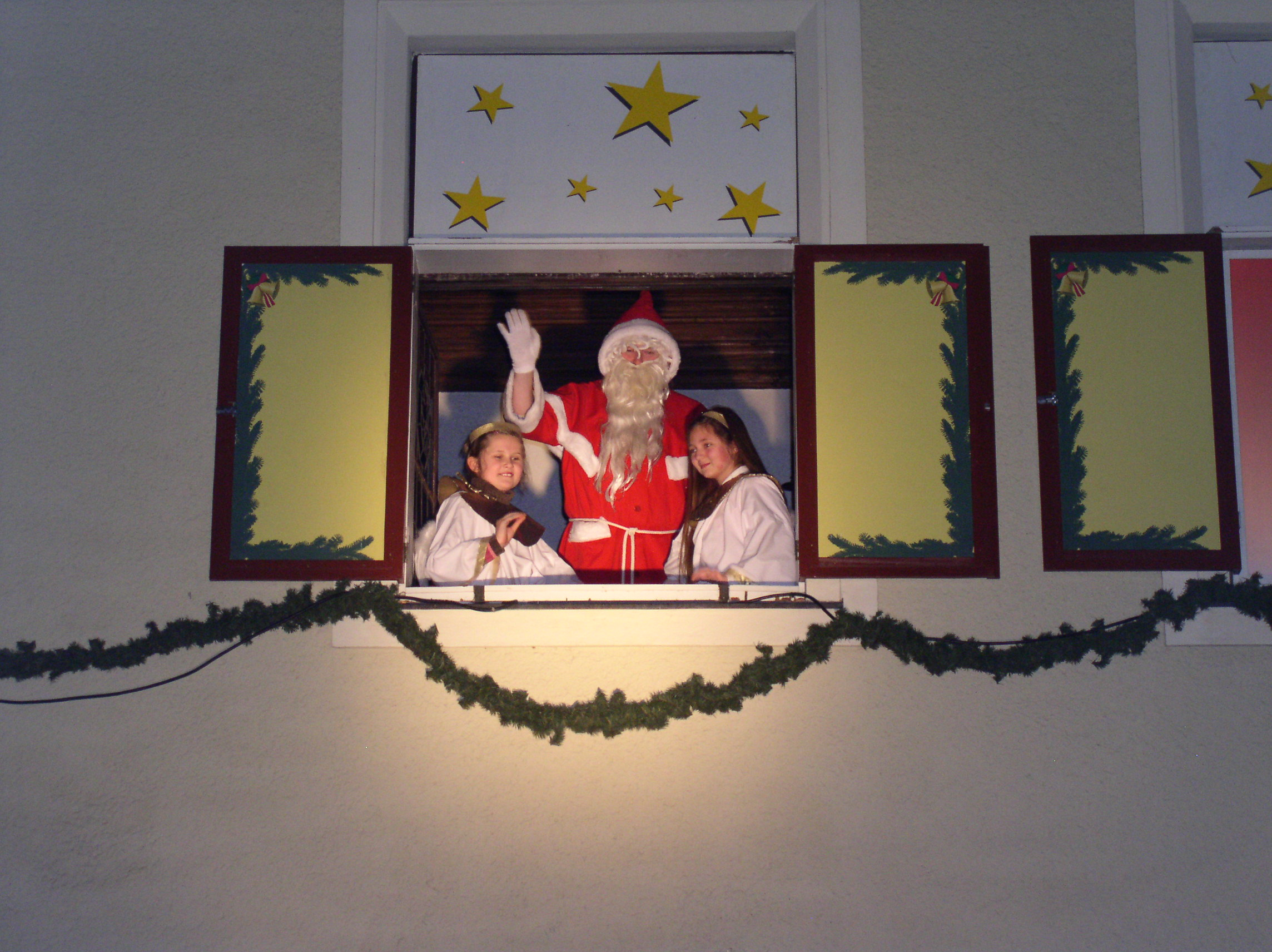
Lebendiger Adventskalender

In vielen Teilen Österreichs, Deutschlands und der Schweiz werden in der Adventszeit im jeweiligen Ort Fenster geschmückt oder mit einer entsprechenden Nummer für die Tageszahl versehen sowie am Abend beleuchtet.
Beim „lebendigen Adventskalender“, auch „begehbarer Adventskalender“ genannt, treffen sich Personen jeden Adventstag vor einem anderen Haus mit Adventskalender-Fenster. Dafür wird ein Fenster des Hauses adventlich dekoriert. Das vierundzwanzigste Türchen verdeutlicht den Sinngehalt eines Adventskalenders, nämlich das Erreichen von Heiligabend. An den einzelnen Stationen werden vor oder auch in dem Haus Weihnachtslieder gesungen und weihnachtliche Geschichten erzählt. Es kann auch Kulinarisches angeboten werden. Vielfach finden solche Begegnungen in ökumenischer Partnerschaft zwischen benachbarten katholischen und evangelischen Gemeinden statt. In der Schweiz wird diese Art von Adventskalender „Adventskalender im Quartier“ oder auch „Adventsfenster“ genannt und in der Regel von einem Verein oder einer Gruppe von Menschen organisiert, seltener von einer Kirche.

## Umgekehrter Adventskalender
Seit Mitte der 2010er Jahre wird von einigen karitativen Einrichtungen und Kirchen der umgekehrte Adventskalender propagiert: Jeden Tag im Advent wird eine kleine Spende (haltbare Lebensmittel, Hygieneartikel, Kleidungsstücke, Fahrkarten für den lokalen Verkehrsverbund usw.) in eine Box gelegt und diese am 24. Dezember (oder in den Tagen danach) an eine Wohltätigkeitseinrichtung gespendet. Der Erfinder dieser Idee lässt sich vermutlich nicht mehr eindeutig herausfinden, aber bis 2018 haben verschiedene karitative Einrichtungen, etwa im Raum Wien, diesen Vorschlag aufgegriffen und unterstützt.

## Adaptionen
Ende der 2010er Jahre wurde von deutschen Muslimen ein Ramadankalender konzipiert. Dieser funktioniert nach demselben Prinzip wie ein christlicher Adventskalender hat jedoch mehr Türchen. Inzwischen finden sich Ramadankalender vereinzelt auch im Sortiment größerer Supermärkte sowie bei Discountern. Im Netz führte dies teilweise zu Kritik und Kontroversen.

## Belege und Einzelnachweise
1. ↑  Ritual (Memento vom 2. Dezember 2007 im Internet Archive) in der Arte-Sendung Karambolage vom 4. Dezember 2005.
2. 1 2 3  Geschichte des Adventskalenders (Memento vom 19. Januar 2008 im Internet Archive) – „Bräuche in Schleswig-Holstein“, 14. Dezember 2007.
3. ↑  www.mainpost.de (Memento vom 5. Dezember 2008 im Internet Archive) – „Erinnerungsreise mit dem Adventskalender“, 14. Dezember 2007.
4. ↑  Markus Mergenthaler (Hrsg.): Adventskalender im Wandel der Zeit. Knauf-Museum, Dettelbach 2007 (Google-Buch).
5. ↑  Andrej Abplanalp: Das Fest der Symbole und Bräuche im Blog des Schweizerischen Nationalmuseums vom 28. November 2019
6. ↑  Die Geschichte des Adventskalenders. (Memento vom 9. April 2014 im Internet Archive) Sellmer Verlag, abgerufen am 22. Dezember 2009.
7. 1 2 3  Tina Peschel: Adventskalender. Geschichte und Geschichten aus 100 Jahren. Verlag der Kunst, Husum 2009, ISBN 978-3-86530-114-7, S. 26.
8. ↑  Tina Peschel: Adventskalender. Geschichte und Geschichten aus 100 Jahren. Verlag der Kunst, Husum 2009, ISBN 978-3-86530-114-7, S. 27.
9. ↑  Tina Peschel: Adventskalender. Geschichte und Geschichten aus 100 Jahren. Verlag der Kunst, Husum 2009, ISBN 978-3-86530-114-7, S. 28–29.
10. 1 2  Tina Peschel: Adventskalender. Geschichte und Geschichten aus 100 Jahren. Verlag der Kunst, Husum 2009, ISBN 978-3-86530-114-7, S. 31.
11. ↑  Tina Peschel: Adventskalender. Geschichte und Geschichten aus 100 Jahren. Verlag der Kunst, Husum 2009, ISBN 978-3-86530-114-7, S. 23.
12. ↑  Tina Peschel: Adventskalender. Geschichte und Geschichten aus 100 Jahren. Verlag der Kunst, Husum 2009, ISBN 978-3-86530-114-7, S. 33.
13. 1 2  Tina Peschel: Adventskalender. Geschichte und Geschichten aus 100 Jahren. Verlag der Kunst, Husum 2009, ISBN 978-3-86530-114-7, S. 35.
14. ↑  Esther Gajek: Adventskalender: Vom Anfang bis zur Gegenwart. Süddeutscher Verlag München 1996, ISBN 3-7991-6422-7, S. 79 ff.
15. ↑  Tina Peschel: Adventskalender. Geschichte und Geschichten aus 100 Jahren. Verlag der Kunst, Husum 2009, ISBN 978-3-86530-114-7, S. 36.
16. ↑  Tina Peschel: Adventskalender. Geschichte und Geschichten aus 100 Jahren. Verlag der Kunst, Husum 2009, ISBN 978-3-86530-114-7, S. 36–37.
17. ↑  Judith Breuer, Rita Breuer: Von wegen Heilige Nacht – Das Weihnachtsfest in der Politischen Propaganda. Verlag an der Ruhr, Mülheim an der Ruhr 2000, ISBN 3-86072-572-6, S. 77f.
18. ↑  Wir backen zum Fest. In: Hauptkulturamt der Reichspropagandaleitung der NSDAP: Vorweihnachten (Hrsg.): Thea Haupt, F. Eher, München 1942, S. 13a.
19. ↑  Von den Sinnbildern. In: Hauptkulturamt der Reichspropagandaleitung der NSDAP: Vorweihnachten (Hrsg.): Thea Haupt, F. Eher, München 1942, S. 20a.
20. ↑  Die Sippe. In: Hauptkulturamt der Reichspropagandaleitung der NSDAP: Vorweihnachten (Hrsg.): Thea Haupt, F. Eher, München 1942, S. 20.
21. ↑  Judith Breuer, Rita Breuer: Von wegen Heilige Nacht – Das Weihnachtsfest in der Politischen Propaganda. Verlag an der Ruhr, Mülheim an der Ruhr 2000, ISBN 3-86072-572-6, S. 77f.; Tina Peschel: Adventskalender. Geschichte und Geschichten aus 100 Jahren. Verlag der Kunst, Husum 2009, ISBN 978-3-86530-114-7, S. 38–39.
22. ↑  Tina Peschel: Adventskalender. Geschichte und Geschichten aus 100 Jahren. Verlag der Kunst, Husum 2009, ISBN 978-3-86530-114-7, S. 39.
23. 1 2  Tina Peschel: Adventskalender. Geschichte und Geschichten aus 100 Jahren. Verlag der Kunst, Husum 2009, ISBN 978-3-86530-114-7, S. 40.
24. ↑  Tina Peschel: Adventskalender. Geschichte und Geschichten aus 100 Jahren. Verlag der Kunst, Husum 2009, ISBN 978-3-86530-114-7, S. 38.
25. ↑  Tina Peschel: Adventskalender. Geschichte und Geschichten aus 100 Jahren. Verlag der Kunst, Husum 2009, ISBN 978-3-86530-114-7, S. 41.
26. ↑  Tina Peschel: Adventskalender. Geschichte und Geschichten aus 100 Jahren. Verlag der Kunst, Husum 2009, ISBN 978-3-86530-114-7, S. 44.
27. ↑  Tina Peschel: Adventskalender. Geschichte und Geschichten aus 100 Jahren. Verlag der Kunst, Husum 2009, ISBN 978-3-86530-114-7, S. 47.
28. ↑  Tina Peschel: Adventskalender. Geschichte und Geschichten aus 100 Jahren. Verlag der Kunst, Husum 2009, ISBN 978-3-86530-114-7, S. 47–48.
29. ↑  Tina Peschel: Adventskalender. Geschichte und Geschichten aus 100 Jahren. Verlag der Kunst, Husum 2009, ISBN 978-3-86530-114-7, S. 51.
30. ↑  Tina Peschel: Adventskalender. Geschichte und Geschichten aus 100 Jahren. Verlag der Kunst, Husum 2009, ISBN 978-3-86530-114-7, S. 52.
31. ↑  Der Andere Advent – Verein Andere Zeiten e. V. Abgerufen am 4. Oktober 2020.
32. ↑  Anne-Christin Sievers: 24 Mal Bescherung. Bilder und Schokolade haben ausgedient. Hinter den Türen der neuen Adventskalender liegen Lippenstift, Lego-Yoda und Schraubenzieher. Frankfurter Allgemeine Sonntagszeitung, 20. November 2011, Nr. 46, S. 29.
33. ↑  Manfred Blechschmidt: Weihnachtliches Brauchtum im Erzgebirge. Altis-Verlag, Friedrichsthal 2010, ISBN 978-3-910195-60-8, S. 36.
34. ↑  Stiftung Warentest, Adventskalender mit Schokoladenfüllung: Mineralöl in der Schokolade, 26. November 2012
35. ↑  Bundesinstitut für Risikobewertung, Mineralöle in Schokolade und anderen Lebensmitteln sind unerwünscht, 28. November 2012
36. ↑  Mineralöl in Adventskalenderschokolade gefunden (Memento vom 25. November 2016 im Internet Archive), abgerufen am 25. November 2016.
37. ↑  Vegane Adventskalender oft mit nachhaltigem Aspekt. In: Veganfreundlich. 23. September 2023, abgerufen am 30. September 2023.
38. ↑  Adventskalender selbst basteln
39. ↑  Tina Peschel: Adventskalender. Geschichte und Geschichten aus 100 Jahren. Verlag der Kunst, Husum 2009, ISBN 978-3-86530-114-7, S. 55.
40. ↑  Jeden Tag ein Türchen – Der Adventskalender verkürzt den Kindern die Wartezeit bis zum Fest. In: dresden-online.de. Abgerufen am 4. Mai 2022.
41. 1 2  Marco Bosse: Was ist ein Online Adventskalender? In: adventtotal.de. 26. April 2022, abgerufen am 4. Mai 2022.
42. ↑  24 wunderschöne Geschenke. Adventskalender im Sachsenradio: Holzkunst aus dem Erzgebirge. In: Mitteldeutscher Rundfunk. 2021, abgerufen am 4. Mai 2022.
43. ↑  Uponmylife Adventskalender – Uponmylife. In: Uponmylife. (uponmylife.de [abgerufen am 11. November 2021]).
44. ↑  Was ist ein Online Adventskalender?
45. ↑  Store norske leksikon (norwegisch)
46. ↑  Adventskalender. Abgerufen am 30. September 2023.
47. ↑  Das Tönninger Weihnachtsereignis
48. ↑  Umgekehrter Adventkalender 2018 bei Streetlife Wien (Memento vom 28. April 2019 im Internet Archive), abgerufen am 28. April 2019.
49. ↑  Umgekehrter Adventskalender bei Mobilitätsagentur Wien, abgerufen am 28. April 2019.
50. ↑  Umgekehrter Adventkalender 2018 der Volkshilfe Wien (Memento vom 28. April 2019 im Internet Archive), abgerufen am 28. April 2019.
51. ↑  Erster Ramadan-Kalender für Muslime. 11. Januar 2019, abgerufen am 31. Januar 2025.
52. ↑  Carolina Torres: Ramadan 2018: Warum der Ramadankalender ein Zeichen für Integration ist. In: Der Spiegel. 16. Mai 2018, ISSN 2195-1349 (spiegel.de [abgerufen am 31. Januar 2025]).
53. ↑  Shirin Kalcik: Aldi bietet Ramadan-Kalender an – doch es gibt einen Haken. In: DerWesten.de. 20. Januar 2025, abgerufen am 31. Januar 2025 (deutsch).